# 睡眠衛生
睡眠衛生（英語：Sleep hygiene）是1970年代後期發展起來的一種行為和環境實踐，作為幫助輕度至中度失眠症患者的一種方法。 臨床醫生評估失眠和其他疾病（如抑鬱症）患者的睡眠衛生，並根據評估結果提出建議。然而，截至 2021 年，睡眠衛生有效性的經驗證據對普通人群和失眠治療來說是“有限且不確定的”，儘管這是最久遠的失眠治療方法之一。American Academy of Sleep Medicine的一項系統評價得出結論認為，臨床醫生不應為失眠開出睡眠衛生處方，因為沒有證據表明睡眠衛生具療效，而且可能會延遲適當的治療（參見醫源病），而其他有效的療法（如針對失眠的認知行為療法）應被考慮。